# Złotka miętówka
Złotka miętówka (Chrysolina herbacea) – gatunek chrząszcza z rodziny stonkowatych.

## Opis
Ciało długości od 7 do 11 mm, z wierzchu metalicznie połyskujące i żywo, zielono, złociście, miedziano, błękitnie, granatowo lub czarnofioletowo ubarwione. Na punktowanie przedplecza i pokryw składają się dwa rodzaje punktów. Przedplecze o bokach zaokrąglonych, a brzegu bocznym z tyłu odgraniczonym przez płytkie, punktowane wgniecenie. Punktowanie na bokach przedplecza silne, na środku drobne. Przedpiersie o środkowej części z wąskimi krawędziami i wyraźnym, poprzecznym pomarszczeniem. Prącie przed wierzchołkiem przewężone.

## Biologia i ekologia
Roślinami żywicielskimi są mięty. Zasiedla środowiska wilgotne.

## Rozprzestrzenienie
W Europie wykazany został z Albanii, Austrii, Bośni i Hercegowiny, Bułgarii, Chorwacji, Czech, Danii, europejskiej Turcji, Francji, Grecji, Hiszpanii, Holandii, byłej Jugosławii, Korsyki, Liechtensteinu, Macedonii Północnej, Mołdawii, Niemiec, Polski, Portugalii, Rumunii, Rosji, Słowacji, Słowenii, Szwajcarii, Ukrainy, Węgier, Wielkiej Brytanii i Włoch. Niepewne dane pochodzą z Białorusi, Belgii i Wysp Normandzkich. Ponadto znany z Azji Mniejszej i Środkowej oraz Afryki Północnej. W Polsce pospolity.